# Государственный банк ГДР
Государственный банк Германской Демократической Республики — центральный банк Германской Демократической Республики.
1 января 1968 он был образован из Немецкого эмиссионного банка и имел в основном такие же задачи. После присоединения ГДР к ФРГ он был ликвидирован.
Головной офис банка находился в Берлине, в каждом округе имелся филиал. Банк имел исключительное право на эмиссию банкнот и ведение кассовых расчётов госбюджета, контролировал денежный оборот в стране, покупал и продавал ценные бумаги и благородные металлы.
Банк подчинялся Министерству финансов ГДР.
Государственный банк ГДР был членом Международного банка экономического сотрудничества, который был основан в 1957 в Москве как орган СЭВ. Валютой того банка был переводной рубль.